# Rocky Raccoon
Rocky Raccoon (Lennon/McCartney) är en låt av The Beatles från 1968.

## Låten och inspelningen
Denna skämtsamma låt satte man vid ett enda tillfälle, 15 augusti 1968. Låten är en märklig blandning av western och serievärld med vissa bibliska associationer. Figurerna har för övrigt senare använts av Marvel Comics i samband med serien om Hulk. Låten kom med på LP:n The Beatles, som utgavs i England och USA 22 november respektive 25 november 1968.